# Тёрнер, Нат
Нат Тёрнер, также встречается вариант Те́рнер (англ. Nat Turner, 2 октября 1800 — 11 ноября 1831) — американский чернокожий раб, возглавивший восстание рабов в штате Вирджиния 21 августа 1831 года, в результате которого погибло 60 белых людей и по меньшей мере 100 чернокожих, — крупнейшее число погибших в одном восстании до Гражданской войны в США в южной части Соединённых Штатов.
Тёрнер собрал сторонников в Саутгемптоне, штат Вирджиния. Впоследствии он был признан виновным, приговорён к смертной казни и повешен, после чего с его тела была содрана кожа. Американское правительство казнило 56 чёрных рабов, обвинённых в участии в восстании Тёрнера, ещё двести чернокожих были избиты и убиты белыми ополченцами. В Вирджинии и других южных штатах государственными органами были приняты новые законы, запрещавшие получение образования рабами и свободными неграми, ограничивавшие свободу собраний и другие гражданские права свободных чёрных, а также были приняты постановления об обязательном присутствии белых чиновников на богослужениях чернокожих.

## Ранняя жизнь
Неизвестно, имел ли Нат изначально какую-либо фамилию. При рождении его владелец, Самуэль Тёрнер, записал лишь его имя, хотя, возможно, он имел фамилию в рядах рабов. В соответствии с общепринятой практикой белые обращались к нему по фамилии его владельца, и эта практика была перенята историками. Нат мало знал о своём происхождении: его отец, как считалось, сбежал, когда он сам был маленьким, и больше о нём ничего не было известно. Ребёнок оставался на воспитании своей бабушки по отцовской линии, известной как Старая Бриджит, которая также была в рабстве у Самуэля Тёрнера. Она происходила из короманти — народа, проживавшего на территории современной Ганы, представителей которого часто продавали в рабство в Америку; их группы известны многочисленными восстаниями рабов. Она была захвачена в Африке в возрасте тринадцати лет и отправлена в Америку.
Нат провёл свою жизнь в округе Саутгемптон, штат Вирджиния, месте, населённом преимущественно чёрными.
С детства он отличался интеллектом, научился читать и писать в довольно раннем возрасте. Будучи глубоко религиозным, он часто постился, молился или был погружён в чтение историй из Библии. Его якобы часто посещали видения, которые он интерпретировал как сообщения от Бога. Эти видения значительно повлияли на его жизнь: например, когда ему было 22 года, он сбежал от своего владельца, но спустя месяц на него снизошло некое видение, после чего он добровольно вернулся. Он часто оказывал услуги баптистам, проповедуя Библию среди своих товарищей-рабов, которые прозвали его «пророком», и даже имел некоторое влияние на белых людей, например, он якобы сумел убедить некоего Этельреда Т. Брэнтли прекратить жить порочной жизнью.
К началу 1828 года Нат Тёрнер был уверен, что ему «предопределена какая-то великая цель в руках Всевышнего». Во время работы в поле своего владельца 12 мая он «услышал громкий шум в небесах», а затем якобы духа, который говорил с ним. Он был убеждён, что Бог дал ему задание «убить… врагов их собственным оружием». Первыми соратниками Тёрнера стали четверо других рабов — Генри, Харк, Нельсон и Сэм.
В феврале 1831 года Тёрнер пришёл к убеждению, что определённые атмосферные явления были знаком того, что он должен начать подготовку к восстанию против рабовладельцев. 12 февраля 1831 года в штате Вирджиния наблюдалось солнечное затмение, и в этом он увидел очередное знамение — по его мнению, он видел руку чёрного человека, закрывшую солнце. Изначально восстание было намечено на 4 июля, День независимости, но было отложено для дополнительных обсуждений между Тёрнером и его последователями и в связи с его болезнью. 7 августа произошло ещё одно солнечное затмение, при котором появилось солнце голубовато-зелёного цвета (возможно, из-за попавшего при извержении вулкана Сент-Хеленс в атмосферу вулканического пепла). Тёрнер принял это в качестве окончательного сигнала, и спустя две недели, 21 августа, началось восстание.

## Восстание
21 августа 1831 года началось восстание Ната Тёрнера. Первыми активными действиями стало освобождение нескольких доверенных рабов. Повстанцы перемещались от дома к дому, освобождая рабов и убивая их хозяев. Повстанцы в конечном счёте включали более 70 порабощённых и свободных чёрных.
Чтобы не привлекать внимание, повстанцы первоначально не использовали огнестрельное оружие и ножи, а убивали белых лишь топорами и тяжёлыми тупыми предметами. Восстание не разделяло жертв по возрасту или полу. Нат Тёрнер признался в убийстве лишь одной из жертв восстания — Маргрет Уайтхед, которую он убил ударом доски от изгороди.
До того как белые ополченцы смогли принять ответные меры, повстанцы убили 60 мужчин, женщин и детей. Они пощадили несколько домов бедняков, поскольку Тёрнер считал, что те живут не лучше негров. Тёрнер также считал, что насилие будет служить пробуждению отношения белых к реальности рабовладельческого общества, которому присуща жестокость. Позже он заявил, что хотел распространить среди белых «ужас и тревогу».

## Поимка и казнь
Восстание было подавлено в течение двух дней, но Тёрнер скрывался до 30 октября, когда был обнаружен спрятавшимся в норе, покрытой досками от забора. 5 ноября 1831 года он был осуждён, признан виновным и приговорён к смертной казни через повешение. Приговор был приведён в исполнение 11 ноября в городе Иерусалим (ныне Кортленд), штат Вирджиния. После того, как Тёрнер был казнён, его тело обезглавили, с него содрали кожу и четвертовали.
Всего после восстания в мятеже в Саутгемптоне и связанные с ним преступления было обвинено 50 человек —  45 рабов, в том числе сам Тёрнер, и пятеро свободных чернокожих. Из 45 рабов 30 были осуждены — 18 из них были повешены, 12 получили помилование и были проданы властями штата, 15 оправданы. Из пяти свободных чернокожих, судимых за участие в восстании, один был признан виновным и повешен, остальные оправданы.
После казни Тёрнера Томас Раффин Грей, местный адвокат, опубликовал статью «Признания Ната Тёрнера», основанную на исследованиях, проведённых, пока Тёрнер был в бегах, и беседах с ним самим, проведённых с момента его ареста до суда. Ввиду скудности сохранившихся сведений эта работа является основным историческим документом о Нате Тёрнере, хотя некоторыми американскими историками её достоверность ставится под сомнение.

## Образ Ната Тёрнера в художественной литературе и кино
Гарриет Бичер-Стоу опубликовала «Признания Ната Тёрнера» в качестве приложения к своему роману «Дред, или Повесть о великом злосчастном болоте» (Dred, A Tale of the Great Dismal Swamp, 1856, русский перевод 1857). Дред, главный герой романа, — беглый раб и религиозный фанатик, который помогает другим беглым рабам и замышляет восстание. Он сочетает в себе черты Ната Тёрнера и Денмарка Весси.
Роман Уильяма Стайрона «Признания Ната Тёрнера» (The Confessions of Nat Turner, 1967, Пулитцеровская премия за 1986 год, русский перевод 2005) содержит многочисленные картины жестокого угнетения рабов и ответного насилия во время восстания. Книга вызвала горячую полемику, обвинения автора в расизме и в попытке искажения образа реального исторического лица. В ответ на роман был опубликован коллективный сборник эссе «„Нат Тёрнер“ Уильяма Стайрона. Возражения десяти чёрных писателей» (Willian Styron’s The Confessions of Nat Turner: Ten Black Writers Respond, 1968).
Восстание Тёрнера показано в 5-й серии телефильма «Корни» (Roots, 1977), снятого по одноимённому роману Алекса Хейли (1976), что является анахронизмом, поскольку события в этой серии происходят в 1841 году, а восстание произошло в 1831-м. В самой книге, а также в новой экранизации (2016) упоминания о восстании относятся к 1831 году.
В 2016 году в США был снят исторический фильм «Рождение нации» (The Birth of a Nation) о восстании Тёрнера, чью роль играет Нэйт Паркер, который также является режиссёром и автором сценария.